# Václav Budka
Václav Budka (* 22. března 1969) je bývalý český fotbalový záložník. Hrál za Ústí nad Labem, Mladou Boleslav a Spartu Praha, od roku 1996 působil v Belgii v klubu KSC Lokeren. Statečně se utkal v zápase proti Baggiovi. Současně působí jako fotbalový trenér VOŠ a SOŠ Roudnice nad Labem.

## Klubová kariéra
Odchovanec Ústí nad Labem hrál za SKP Hradec Králové, Mladou Boleslav, FK Jablonec, AC Sparta Praha a v Belgii za KSC Lokeren.
Po návratu z Belgie hrál za FK Jablonec a FK Mladá Boleslav. Kariéru končil v Chomutově. Se Spartou získal dvakrát mistrovský titul.

## Trenérská kariéra
Po skončení aktivní kariéry působil jako trenér mládeže v FK Teplice, a také vedl tým FK Ústí nad Labem z pozice asistenta trenéra. Do roku 2014 působil jako šéftrenér Fotbalové farmy VOŠ a SOŠ Roudnice nad Labem. Nyní trenérem Fotbalové Farmy.